# Cidade das Flores
Cidade das Flores  é um bairro nobre localizado no município de Osasco, São Paulo, Brasil. É delimitado ao Norte pelo bairro Vila Militar; a Leste pelo bairro Pestana; ao Sul com o bairro Jardim Roberto; a Oeste, com o bairro de Quitaúna. O seu loteamento é
Conjunto Residencial Morro do Farol.
Se destaca pelas ruas com nome de árvores e pelo loteamento residencial. É um dos bairros mais procurados no município para compra e aluguel de imóveis devido à localidade e sua tranquilidade.

## Vias Principais
- Avenida Pinheiro
- Avenida Pau Brasil[1]
- Avenida Ipê
- Rua General Newton Estilac Leal

## Dados da segurança pública do bairro
| Ocorrências de 2004           | Números | Porcentagem % |
| ----------------------------- | ------- | ------------- |
| Tentativa de homicídio doloso | 0       | 0             |
| Furto                         | 0       | 0             |
| Roubo                         | 0       | 0             |
| Roubo de veículos             | 0       | 0             |
| Furto de veículos             | 0       | 0             |
| Total Ocorrências             | 0       | 0             |

Fonte - Secretaria de Gestão Estratégica – Pesquisa - 2005

## Educação
- Creche Deise Ribeiro Neves
- EMEI Zaíra Collino Odália
- EMEI Maria Madalena Leite Barbosa Freixeda
- EMEI Salvador Sacco
- EMEF Professora Elza de Carvalho M. Battiston
- EE Professor José Jorge [1]

## Esportes e lazer
- Ginásio de Esportes Sebastião Rafael da Silva
- Parque Recreativo Clovis Assaf
- Núcleo de Educação Ambiental Cidade das Flores [1]

## Saúde
- UBS III Neyde Alves da Silva[1]